# Ахим, Андраш
Андраш Ликер Ахим (венг. András L. Áchim; 16 марта 1871, Бекешчаба — 14 мая 1911, там же) — венгерский экономист и политик, аграрный социалист, руководитель крестьянского движения 1906—1911 в Венгрии.

## Биография
Родился в семье крестьян-середняков словацко-венгерского происхождения. Когда он окончил гимназию в Бекешчабе, его отец, с которым он был в плохих отношениях, отправил сына в армию в качестве наказания. Служил в Мезёхедьеше и Сараеве.
Включился в крестьянское социалистическое движение, разворачивавшееся в Венгрии с 1890-х годов. Основатель (в 1906) и лидер Венгерской независимой социалистической партии (Magyarországi Független Szocialista Parasztpárt), действовавшей преимущественно в Альфёльде.
Участвовал в издании еженедельной газеты, а также создании сельскохозяйственных кооперативов в стране.
Выступал с критикой антинародной политики господствующих классов и требованиями национализации земель крупных помещиков и церкви с последующей передачей их крестьянам, освобождения крестьян от гнёта ростовщиков. Деятельность руководимой им партии (многочисленные митинги и собрания в городах Альфёльда) имела важное значение для пробуждения политического сознания венгерского крестьянства.
Депутат парламента. В 1905 году с большим отрывом победил на выборах как член Восстановленной социал-демократической партии Венгрии (ориентированного на бедное крестьянство откола от Социал-демократической партии Венгрии). Был избран от округа Бекешчаба, лишён мандата в 1906, вновь избран в 1910.
В 1908 году основал Профессиональное объединение мелких хозяев, земледельцев (сельскохозяйственных рабочих) и батраков (Kisgazdák, Földmunkások és Kubikosok Szakegylet). Сдружился с видным литератором и левым интеллектуалом Эндре Ади.
В мае 1911 года политические оппоненты Ахима начали в прессе кампанию его травли. Он ответил в своей газете в рубрике «Фотографии Бекешмедье», где разоблачал одного из них, крупного помещика Жилинского, после чего был убит сыновьями помещика — братьями Габором Жилинским и Эндре Байчи-Жилинским. Они ворвались в дом крестьянского вожака, вступили с ним в перепалку и застрелили его; Андраш Ахим умер мучительной смертью полтора дня спустя. Суд присяжных оправдал убийц; примечательно, что один из них — Эндре Байчи-Жилинский — стал вначале ультраправым политиком фашистского толка, а затем сам превратился в защитника крестьян и антифашиста.

## Память
В честь Ахима назван ряд улиц в разных городах Венгрии. К столетней годовщине его рождения в 1971 году в Бекешчабе была установлена его статуя. В марте 2016 года скульптура в его честь появилась и в Будапеште — во дворе Венгерского сельскохозяйственного музея. Крестьянский агитатор-социалист, убитый дворянскими сыновьями в фильме Миклоша Янчо «Венгерская рапсодия», является отсылкой к Андрашу Ахиму.